# ريان غاردنر
ريان غاردنر هو لاعب هوكي الجليد سويسري، ولد في 18 أبريل 1978 في تورونتو في كندا.

## وصلات خارجية
- ريان غاردنر على موقع EliteProspects.com (الإنجليزية)
- ريان غاردنر على موقع Eurohockey.com (الإنجليزية)
- ريان غاردنر على موقع HockeyDB.com (الإنجليزية)
- ريان غاردنر على موقع أوليمبيديا (الإنجليزية)